# Mesocallis corylicola
Mesocallis corylicola är en insektsart. Mesocallis corylicola ingår i släktet Mesocallis och familjen långrörsbladlöss. Inga underarter finns listade i Catalogue of Life.